# Now (canción de Paramore)
«Now» —en español: «Ahora»— es una canción interpretada por la banda estadounidense de pop punk Paramore, segunda pista y primer sencillo de su cuarto álbum de estudio, Paramore. Fue lanzada como descarga digital el 22 de enero de 2013 a través de iTunes.

## Antecedentes
Paramore comenzó a trabajar en el sucesor de Brand New Eyes a mediados de 2011. En una entrevista, Hayley Williams dijo: «Estamos a punto de empezar a escribir [...] Tenemos la esperanza de tener el álbum a principios del próximo año».  El 6 de diciembre de 2012, la banda anunció el lanzamiento de «Now» a través de su sitio web, al mismo tiempo en que dijeron públicamente el nombre de su álbum. En dicho comunicado, dijeron que se sentía como la mejor manera de comenzar un nuevo camino no solo como banda, si no como un movimiento. También declararon: «[Es] para mostrarle a la gente que uno pierde batallas, pero remontas y ganas en plena guerra [...] ¡Lo único que tienes que hacer es seguir adelante!». Posteriormente, el 4 de enero de 2013, el canal en YouTube de la discográfica de Paramore, Fueled by Ramen, publicó un fragmento de cincuenta y ocho segundos pertenecientes a la canción.

## Video musical
El video musical de «Now», dirigido por Daniel Cloud Campos, se estrenó en MTV el 11 de febrero de 2013. Williams declaró, en el festival SXSW, que el video de la canción fue inspirado por el artista Banksy. Ella dijo: «Hay una imagen de Banksy de un hombre arrojando un ramo de flores en vez de una bomba molotov, y para nosotros es como si “eso encajara totalmente con la canción”. Da la sensación de que la canción es algo violenta, pero no lo es en lo absoluto; se trata de acoger algo distinto y aguardar por algo que aún no puedes ver. Cuando la gente ve el vídeo, creo que le queda claro que el amor siempre gana al final y que siempre es lo mejor para detener el ciclo de amargura y enojo, e intentar algo diferente».

## Formato
| «Now» — descarga digital |        |          |  |
| N.º                      | Título | Duración |  |
| 1.                       | «Now»  | 4:10     |  |

| «Now» — Sencillo en CD |        |          |  |
| N.º                    | Título | Duración |  |
| 1.                     | «Now»  | 4:07     |  |

## Posicionamiento en listas
| Australia      | Australian Singles Chart | 86 |
| Estados Unidos | Digital Songs            | 65 |
| Estados Unidos | Rock Songs               | 16 |
| Estados Unidos | Alternative Songs        | 13 |
| Reino Unido    | UK Singles Chart         | 39 |
| Reino Unido    | UK Rock Chart            | 2  |

## Personal
Paramore
- Hayley Williams: voz, teclados, sintetizador.
- Jeremy Davis: bajo, voces de fondo, teclados, sintetizador.
- Taylor York: guitarra, teclados, sintetizador, percusión, productor.

Músicos adicionales
- Ilan Rubin: batería, percusión.